# Jenne
Jenne est une commune italienne située dans la ville métropolitaine de Rome Capitale dans le Latium, en Italie centrale.

## Administration
| Période                                  | Période  | Identité      | Étiquette | Qualité |
| ---------------------------------------- | -------- | ------------- | --------- | ------- |
| 14 juin 2004                             | En cours | Sante Flamini |           |         |
| Les données manquantes sont à compléter. |          |               |           |         |

### Communes limitrophes
Arcinazzo Romano, Subiaco, Trevi nel Lazio (FR), Vallepietra

## Personnalités liées à la ville
C'est le lieu de naissance du pape Alexandre IV.